# Bétheny
Bétheny é uma comuna francesa na região administrativa do Grande Leste, no departamento de Marne. Estende-se por uma área de 19.9 km², e possui 7.039 habitantes, segundo o censo de 2018, com uma densidade de 350 hab/km².